# Zespół zabudowy więzienia w Bytomiu
Zespół zabudowy więzienia w Bytomiu – kompleks budynków więziennych z XIX wieku w Bytomiu, wpisany do rejestru zabytków nieruchomych województwa śląskiego.
Zespół więzienia wzniesiono razem z budynkiem sądu w Śródmieściu Bytomia w latach 1858–1862, a następnie znacznie rozbudowano w latach 80. XIX wieku w stylu neorenesansowym. Budynki od czasu powstania są nieprzerwanie wykorzystywane jako miejsce pozbawienia wolności kobiet i mężczyzn, a do lat 70. XX wieku było to także miejsce straceń więźniów.

## Historia
Pierwotne zabudowania więzienia zostały wzniesione w latach 1858–1862 na terenie, który nazywano Ścinadło; budowie towarzyszyło wznoszenie przyległego do więzienia gmachu sądu. Rozbudowa więzienia była planowana od 1878 roku. W 1879 roku w planie była budowa dwuskrzydłowego narożnego pawilonu penitencjarnego z wieżą, którego czterokondygnacyjne skrzydła łączyłyby się pod kątem prostym. Tenże pawilon przewidziano dla 202 więźniów w 82 izolatkach, ponadto zaplanowano 3 większe cele oraz kilka pomieszczeń sypialnych. Przebudowa została ukończona w 1881 roku kosztem ponad 1 mln marek. Powiększony obiekt był wówczas 5. co do wielkości niemieckim więzieniem. Na początku XX wieku również dokonano modernizacji oraz remontów. W 1919 roku więzienie było przepełnione do tego stopnia, że część aresztowanych była umieszczona w koszarach. W 1926 roku przebudowano oddziały mieszkalne tak, aby okna nie wychodziły na zewnętrzną ulicę. Pod zajęciu miasta przez Armię Czerwoną więzienie służyło m.in. jako punkt koncentracji ludności przed deportacjami do ZSRR. W 1945 roku w więzieniu znalazło się 1650 internowanych. W tymże roku grupa więźniów, m.in. żołnierze Armii Krajowej i mieszkańcy Górnego Śląska, byli wysłani pieszo do obozu NKWD w Toszku. Po II wojnie światowej więzienie miało bardzo złą opinię i było przeludnione – pod koniec 1947 roku znajdowały się w nim 954 osoby przy pojemności szacowanej na 500 ludzi pomimo tego, że w marcu tegoż roku na mocy amnestii zwolniono 306 więźniów śledczych i karnych, w tym 30 „antypaństwowych”.
W bytomskim więzieniu wykonywano wyroki śmierci poprzez powieszenie i ścięcie. W latach 1944–1956 stracono w bytomskiej jednostce co najmniej 9 osób. Do lat 70. XX wieku na terenie więzienia wykonywano wyroki kary śmierci. W 2016 roku prowadzono remont ⅔ zabudowań, planowano wówczas utworzyć w jednostce muzeum lub izbę pamięci. Zespół zabudowy więzienia w Bytomiu został wpisany do rejestru zabytków nieruchomych województwa śląskiego 2 lipca 2020 roku; wpis do rejestru zabytków obejmuje cały teren działki nr 162/1. Obecnie kompleks stanowi siedzibę Aresztu Śledczego, tj. jednostki typu zamkniętego dla „tymczasowo aresztowanych mężczyzn pozostających do dyspozycji Prokuratury Rejonowej w Bytomiu, Sądu Rejonowego w Bytomiu, tymczasowo aresztowanych chorych na cukrzycę insulinozależną, tymczasowo aresztowanych oraz skazanych kobiet i mężczyzn, którzy wymagają leczenia w warunkach szpitalnych, recydywistów penitencjarnych oraz osadzonych niepełnosprawnych poruszających się na wózkach inwalidzkich”. Załoga Aresztu wyniosła 181 osób w 2017 roku.

### Osadzeni
- Hermann Berger – zbrodniarz wojenny, zastępca komendanta i kierownik kuchni obozu karnego przy Hucie Bobrek[16]
- Karl Hans Bergmann(inne języki) – Niemiec, współzałożyciel DEFA[17]
- Anton Bias(inne języki) – niemiecki poseł Socjaldemokratycznej Partii Niemiec do Reichstagu, aresztowany 22 sierpnia 1944 roku w ramach akcji Gitter(inne języki)[18] w związku z zamachem na Adolfa Hitlera[19]
- Jan Biały – pułkownik pilot Wojska Polskiego, dowódca 304 dywizjonu bombowego, „cichociemny”, powstaniec warszawski[20]
- Mieczysław Bielec – podporucznik Armii Krajowej, stracony w Bytomiu 4 lipca 1950 roku[11]
- Arka Bożek – powstaniec śląski[21]
- Jerzy Bryn – dyplomata, oficer wywiadu PRL[22]
- Alfred Dreifuß(inne języki) – niemiecki dramaturg i reżyser[23]
- Theodor Fabisch – złodziej rowerów, recydywista; uciekł z bytomskiego więzienia w 1934 roku
- Jan Kępa – polski żołnierz, uczestnik ucieczki żołnierzy ze strażnicy WOP w Pokrzywnej, rozstrzelany w Bytomiu 28 sierpnia 1951 roku[24]
- Joseph Kokott – czechosłowacki volksdeutsch, współuczestnik zbrodni w Markowej[25]
- Bronisław Koraszewski – polski działacz oświatowy i dziennikarz[26]
- Pola Maciejowska – polska działaczka harcerska, została zamordowana[27] w bytomskiej celi[2]
- Jerzy Mikołajewski („Sulima”) – żołnierz Związku Walki Zbrojnej-Armii Krajowej, uczestnik akcji „Burza”; swój pobyt w bytomskim zakładzie opisał w książce pt. Więzień śledczy nr 1025[28]
- Eugeniusz Nawrocki – polski ksiądz, kapelan Armii Krajowej[29]
- Karol Pistulka – przestępca, karę śmierci wykonano w Bytomiu w 1876 roku[2]
- Wawrzyniec Pucher – duchowny katolicki, osadzony podczas II wojny światowej[30]
- Krzysztof Rutkowski – detektyw, poseł na Sejm[31]
- Jan Trembaczowski(inne języki) – profesor nauk geograficznych, osadzony za udział w ruchu oporu[32]

## Architektura
Zespół został wzniesiony w stylu neorenesansowym. Pierwotnie więzienie było dwupiętrowe, dokonano jednak kilku przebudów. Na zespół składają się: budynek administracyjny o trzech kondygnacjach, budynek szpitalny (niegdyś z oddziałem chirurgii), pawilon penitencjarny o czterech kondygnacjach, mieszczący oddziały mieszkalne, sale widzeń i kuchnię więzienną oraz budynek magazynowy i ceglany mur. Przed II wojną światową więzienie było przeznaczone dla 398 mężczyzn i 84 kobiet. Obecna pojemność jednostki (stan na 2020 rok) została ustalona na 329 miejsc: 276 miejsc w pawilonie penitencjarnym, 53 – na oddziale internistycznym szpitala więziennego. Oryginalny układ oraz wystrój więzienia zostały zachowane.

## Galeria

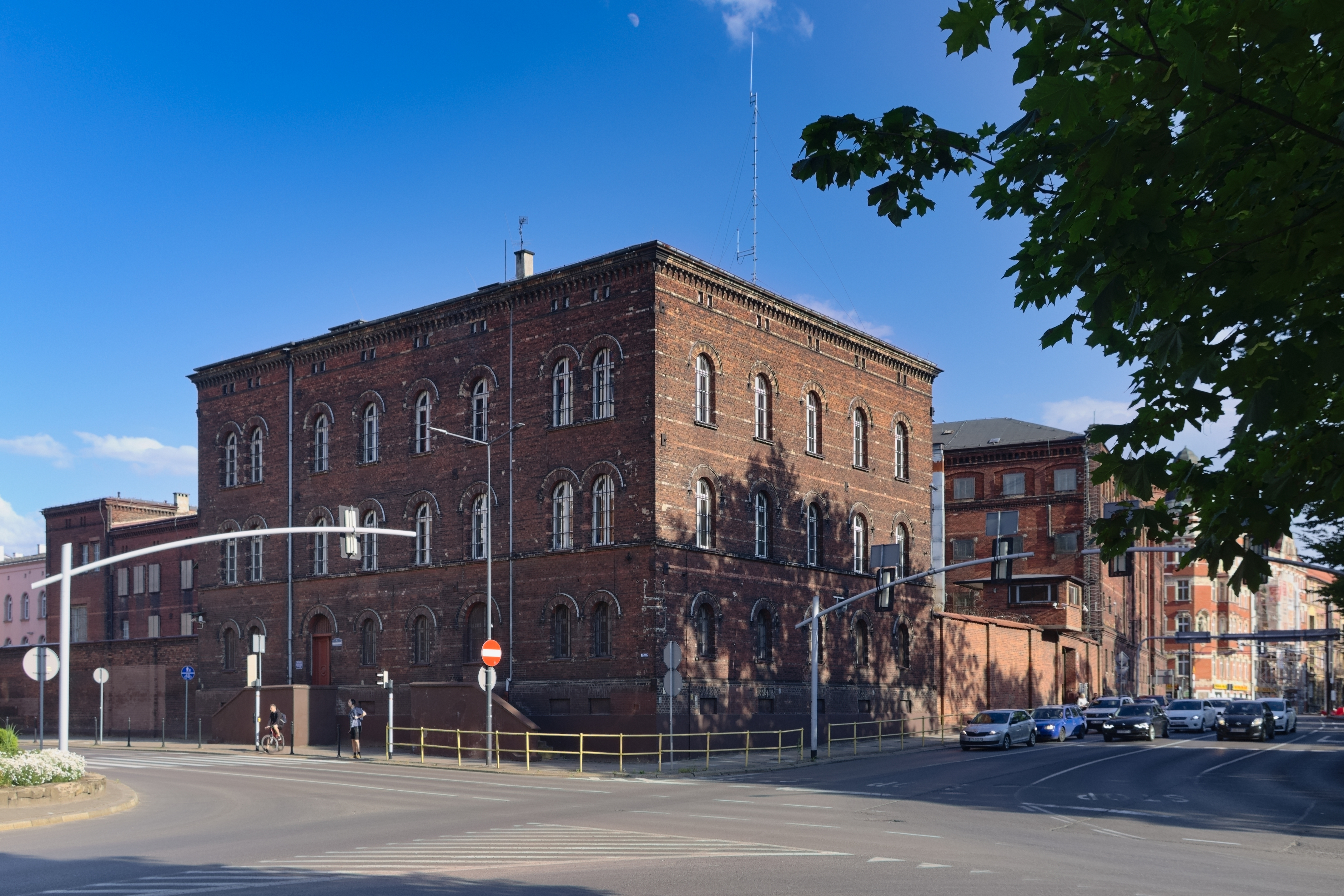
Budynek administracyjny (2023)
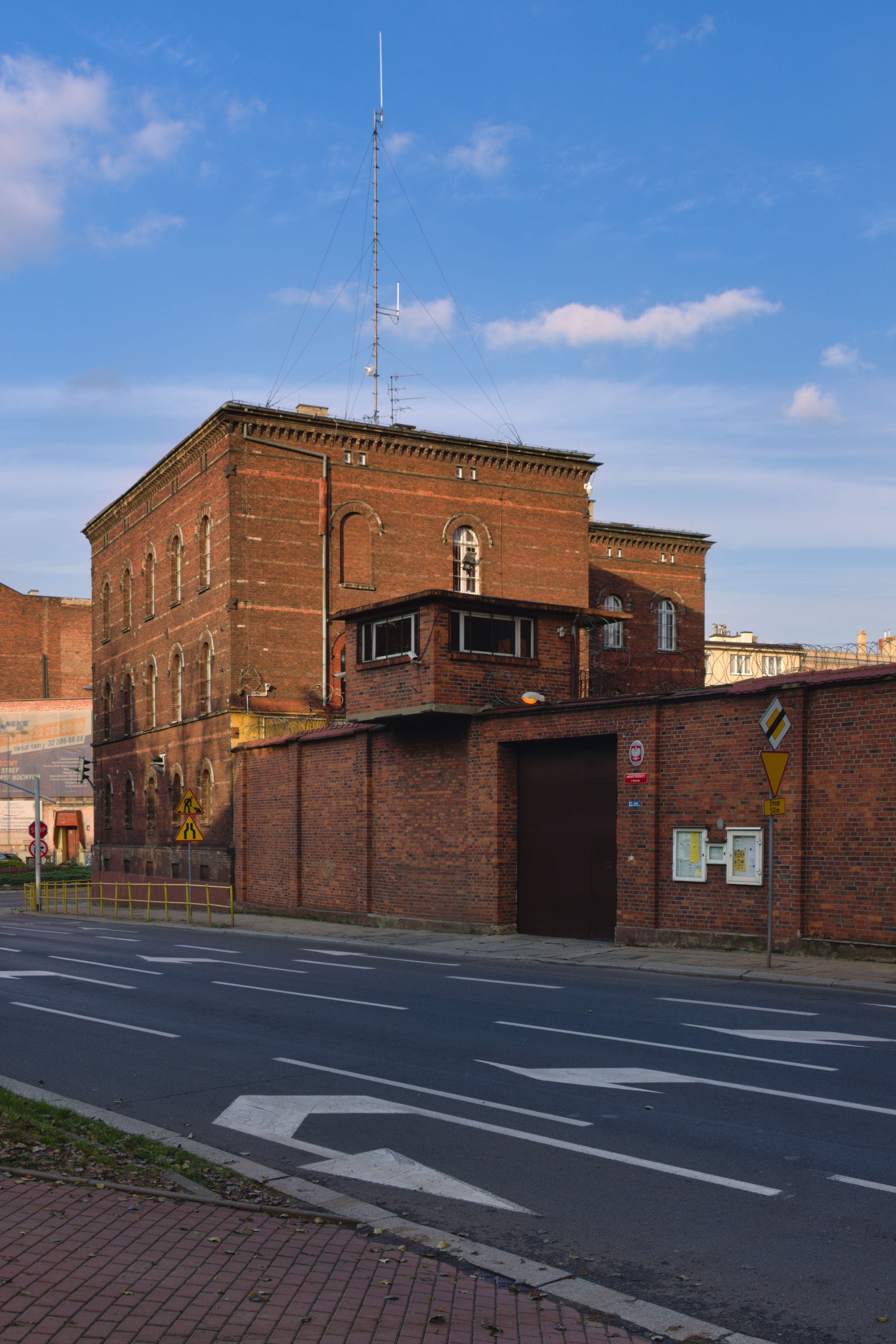
Brama i wartownia (2020)
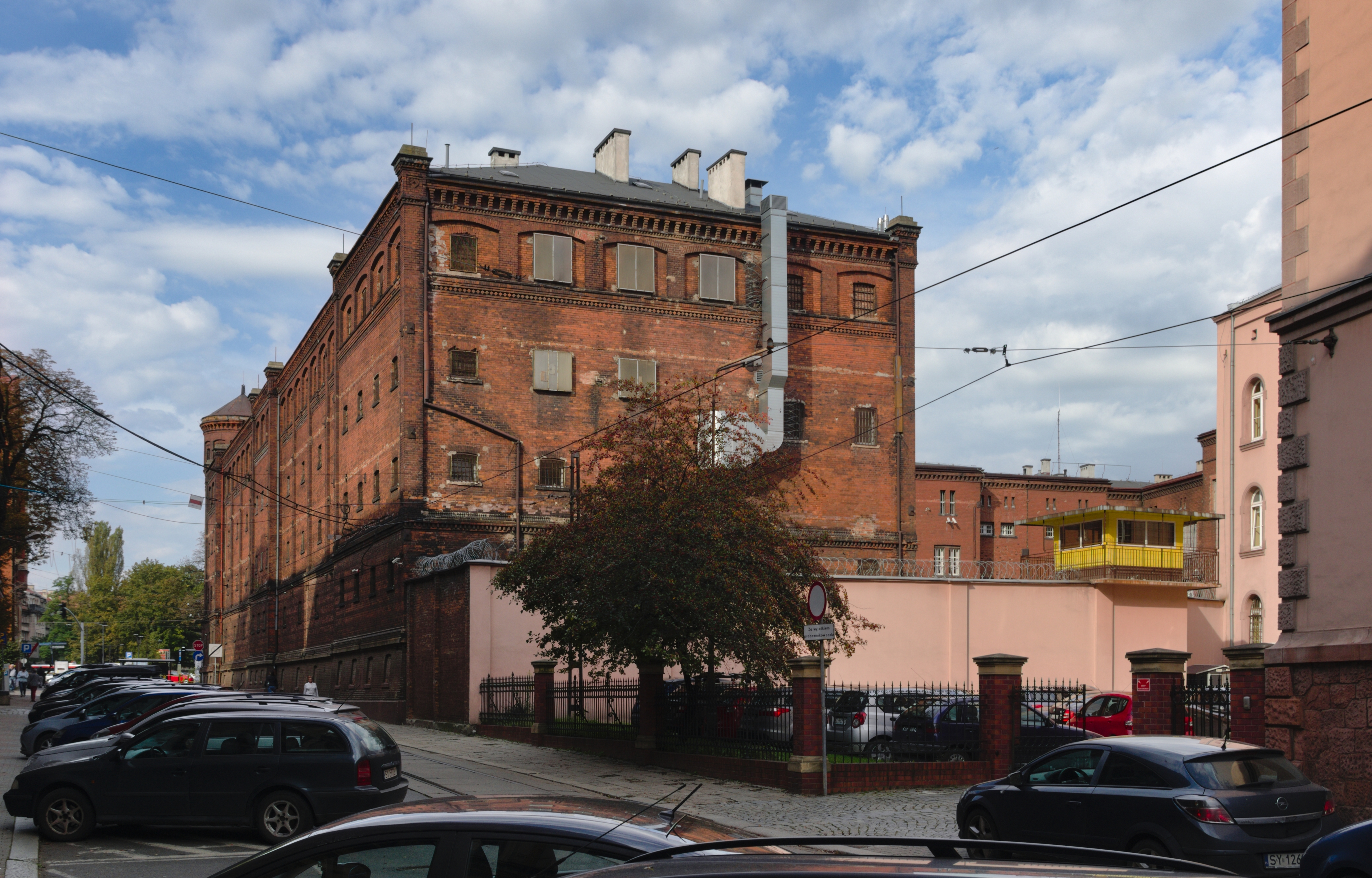
Pawilon penitencjarny (2020)
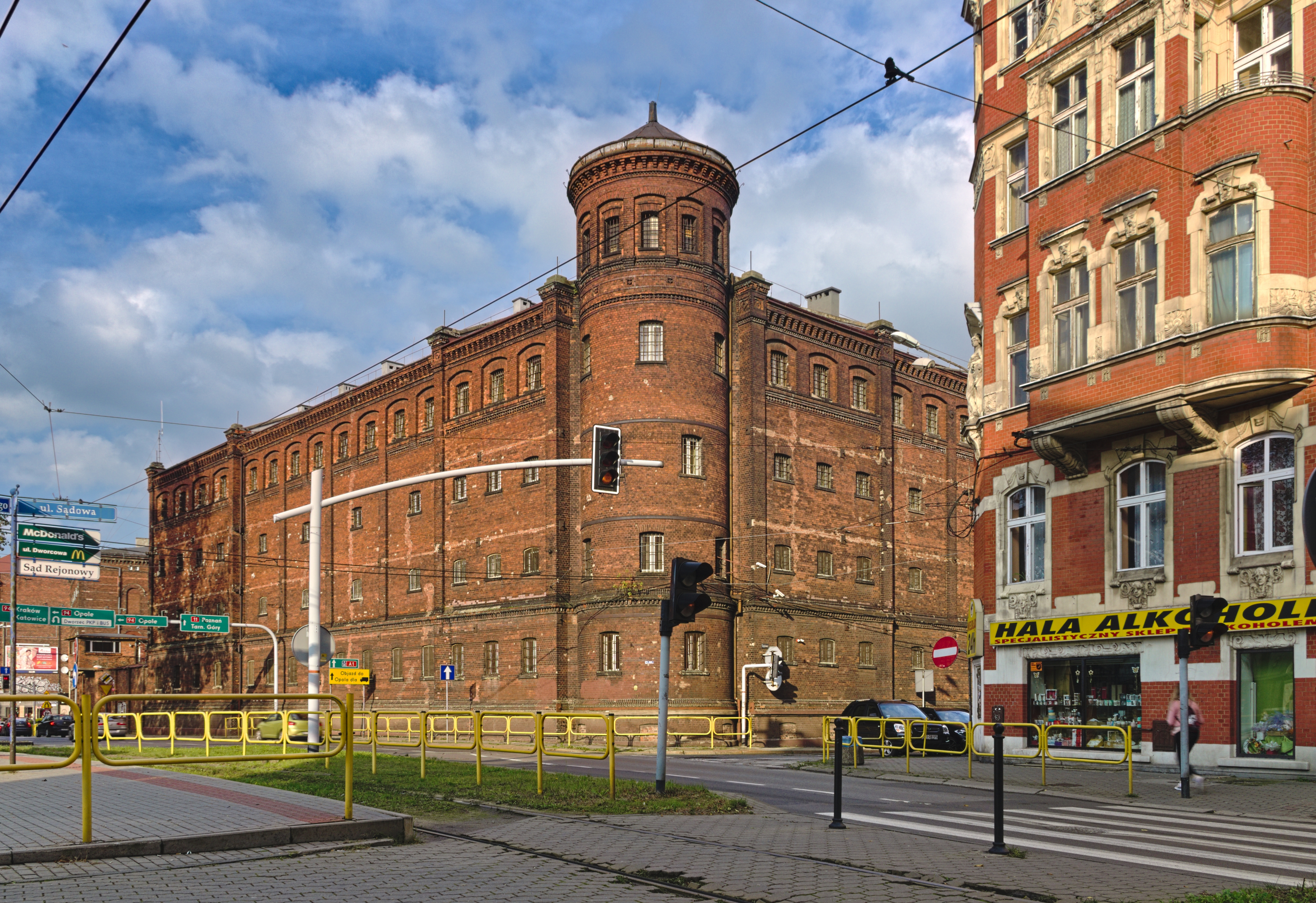
Narożnik pawilonu penitencjarnego (2020)
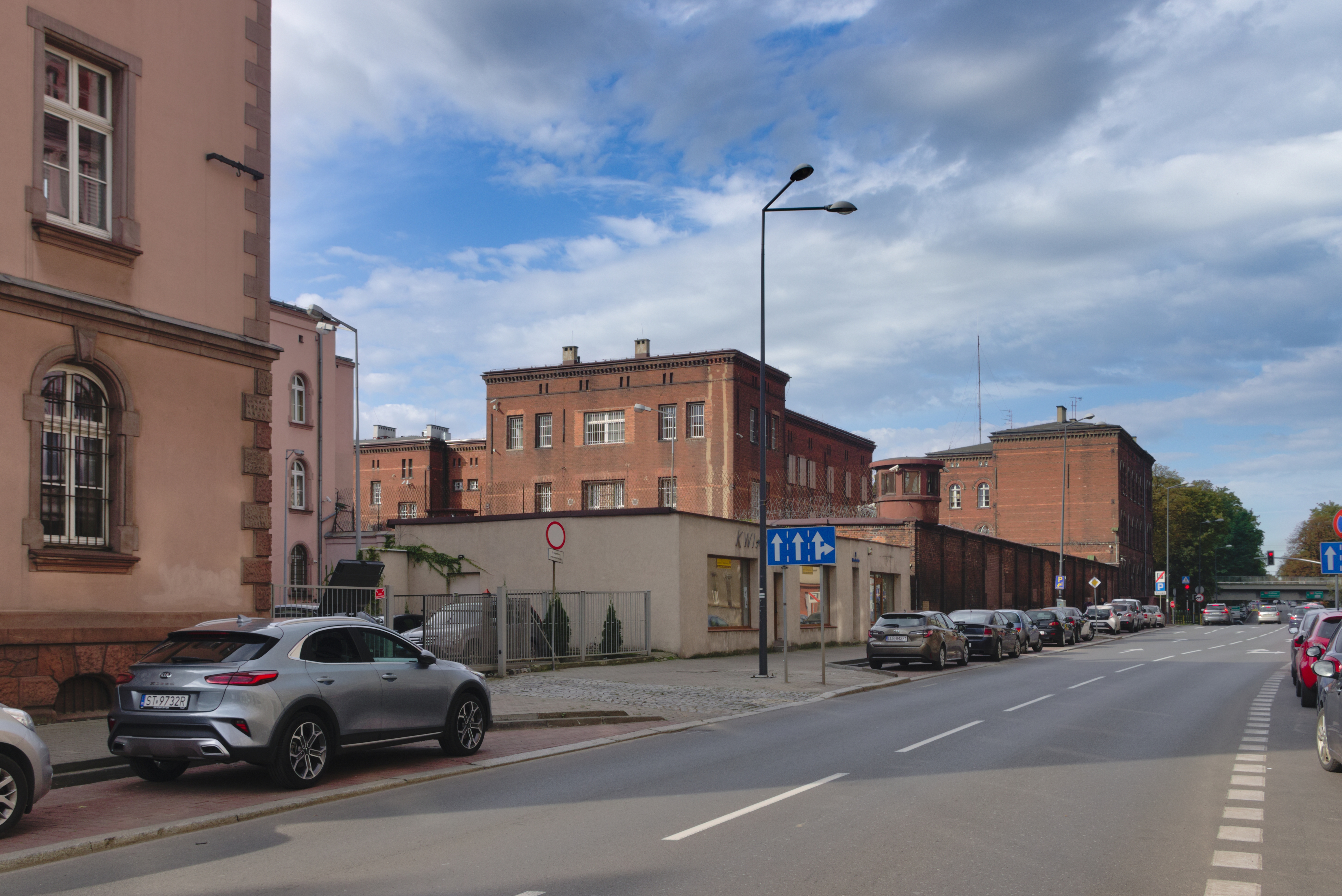
Mury i budynek szpitalny (2020)